# Histoire(s) du cinéma
Histoire(s) du cinéma (literalment en català: "Història(es) del cinema") és una sèrie de pel·lícules de Jean-Luc Godard, iniciada l'any 1988 i acabada el 1998. Està formada per quatre capítols, cadascun dividit en dues parts i, per tant, són 8 episodis. Els dos primers episodis, Toutes les histoires (1988) i Une histoire seule (1989) van durar respectivament 51 minuts i 42 minuts; els 6 episodis següents, realitzats els anys 1997 - 1998, van durar cadascun menys de 40 minuts.

## Episodis
Els vuit episodis són els següents:
- 1(ha): 51 min. Toutes les histoires (Totes les històries) (1988): per a Mary Meerson i Monica Tegelaar
- 1(b): 42 min. Une histoire seule (Una història sola) (1989): per a John Cassavetes i Glauber Rocha
- 2(ha): 26 min. Seul le cinéma (Sol el cine) (1997): per a Armand J. Cauliez i Santiago Alvarez
- 2(b): 28 min. Fatale beauté (Bellesa fatal) (1997): per a Michèle Firk i Nicole Ladmiral
- 3(ha): 27 min. La monnaie de l'absolu (La moneda de l'absolut) (1998): per a Gianni Amico i James Agee
- 3(b): 27 min. Une vague nouvelle (Una onada nova) (1998): per a Frederic C. Froeschel i Nahum Kleiman
- 4(ha): 27 min. Le contrôle de l'univers (El control de l'univers) (1998): per a Michel Delahaye i Jean Domarchi
- 4(b): 38 min. Les signes parmi nous  (Els signes entre nosaltres) (1998): per a Anne-Marie Miéville i mi mateix

## Fitxa tècnica
- Realització, guió i muntatge: Jean-Luc Godard
- Productor: Canal+, CNC, France 3, Gaumont, La Sept, Télévision suisse romande, Vega Films
- Narrador: Jean-Luc Godard
- Música: Paul Hindemith, Arvo Pärt, Ludwig van Beethoven, Gueorgui Kantxeli, Béla Bartók, Franz Schubert, Ígor Stravinski, Johann Sebastian Bach, John Coltrane, Leonard Cohen, Otis Redding, Dmitri Xostakóvitx, Anton Webern, Dino Saluzzi, David Darling, Gustav Mahler, Léo Ferré
- Foto: Pierre Binggeli, Hervé Duhamel
- Muntatge: Jean-Luc Godard
- Distribució: Gaumont
- Llengua: francès, anglès
- Data d'estrena:  França 7 de maig de 1989 a la televisió

## Producció
Els episodis 2HA i 2B, Seul le cinéma i Fatale beauté, van ser realitzats l'any 1993. Seul le cinéma està centrada en una conversa entre Godard i el crític Serge Daney; fou filmada l'any 1988 sobre el projecte de Godard i la idea de la mort del cinema. Els dos episodis foren estrenats per primera vegada a Nova York el gener 1994.

## Pel·lícules referenciades
Història(s) del cinema està constituïda, en gran part, per referències visuals d'altres pel·lícules, més o menys recognoscibles i explícitament anomenades. Céline Scemama, maitre de conferència a la Universitat París 1, autor de Histoire(S) Du Cinema De Jean-Luc Godard: La Force Faible D'un Art ha detallat la llista dels films i de les cites literàries utilitzades en la sèrie. Heus aquí algunes d'elles, entre els centenars d'obres citades:
- La Blancaneu i els set nans (Snow White and the Seven Dwarfs)
- Caça a l'home (Man hunt)
- La comtessa descalça (The Barefoot Contessa)
- The Docks of New York (The Dàrsenes of Nova York)
- Els Encadenats (Notorious)
- La finestra indiscreta (Rear Window)
- La nit del caçador (Night of the Hunter)
- La Passion de Jeanne d'Arc (Passió of Joan of Arc), que Godard havia utilitzat ja a Viure la seva vida
- A King in New York
- Scarface
- Només els àngels tenen ales (Only Angels Have Wings)
- El lladre de bicicletes (Ladri di biciclette)
- El Raig verd, d'Eric Rohmer
- Un americà a París

## DVD
- Edició DVD, Gaumont, 2007.